# Теодоридис, Саввас
Са́ввас Теодори́дис (греч. Σάββας Θεοδωρίδης; 18 февраля 1935, Афины — 17 августа 2020) — греческий футболист и футбольный функционер, играл на позиции вратаря.

## Биография

### Игровая карьера
Всю футбольную карьеру Теодоридис на протяжении девяти сезонов играл за «Олимпиакос». В составе «красно-белых» он выиграл 5 чемпионских титулов и 5 Кубков Греции, сыграв в чемпионате страны 57 матчей.
В составе сборной Греции сыграл 12 матчей, два из которых были в рамках отбора на Чемпионат Европы 1960 года со сборной Франции (1:7; 1:1).

### Административная деятельность
Теодоридис занимал должность почётного президента «Олимпиакоса», при этом являясь вице-президентом клуба и генеральным менеджером.

### Смерть
Скончался 17 августа 2020 года в возрасте 85 лет после продолжительной борьбы с раком.

## Достижения
«Олимпиакос»
- Чемпион Греции (5): 1954/55, 1955/56, 1956/57, 1957/58
- Обладатель Кубка Греции (5): 1956/57, 1957/58, 1958/59, 1959/60, 1960/61